# Arte otoniana
A arte otoniana é um estilo da arte alemã pré-românica, abrangendo também algumas obras dos Países Baixos, norte da Itália e leste da França. Foi nomeada pelo historiador de arte Hubert Janitschek em homenagem à dinastia otoniana que governou a Alemanha e o norte da Itália entre 919 e 1024 sob os monarcas Henrique I, Otto I, Otto II, Otto III e Henrique II. Com arquitetura otoniana, é um componente chave do Renascimento Otoniano (por volta de 951–1024). No entanto, o estilo nem começou nem terminou para coincidir perfeitamente com o governo da dinastia. Surgiu algumas décadas em seu governo e persistiu além dos imperadores otonianos nos reinados da dinastia saliana, que carece de um "rótulo de estilo" artístico próprio. No esquema tradicional da história da arte, a arte otoniana segue a arte carolíngia e precede a arte românica, embora as transições em ambas as extremidades do período sejam graduais e não repentinas. Como o primeiro e diferente do segundo, era em grande parte um estilo restrito a algumas das pequenas cidades do período e importantes mosteiros, bem como aos círculos da corte do imperador e seus principais vassalos.

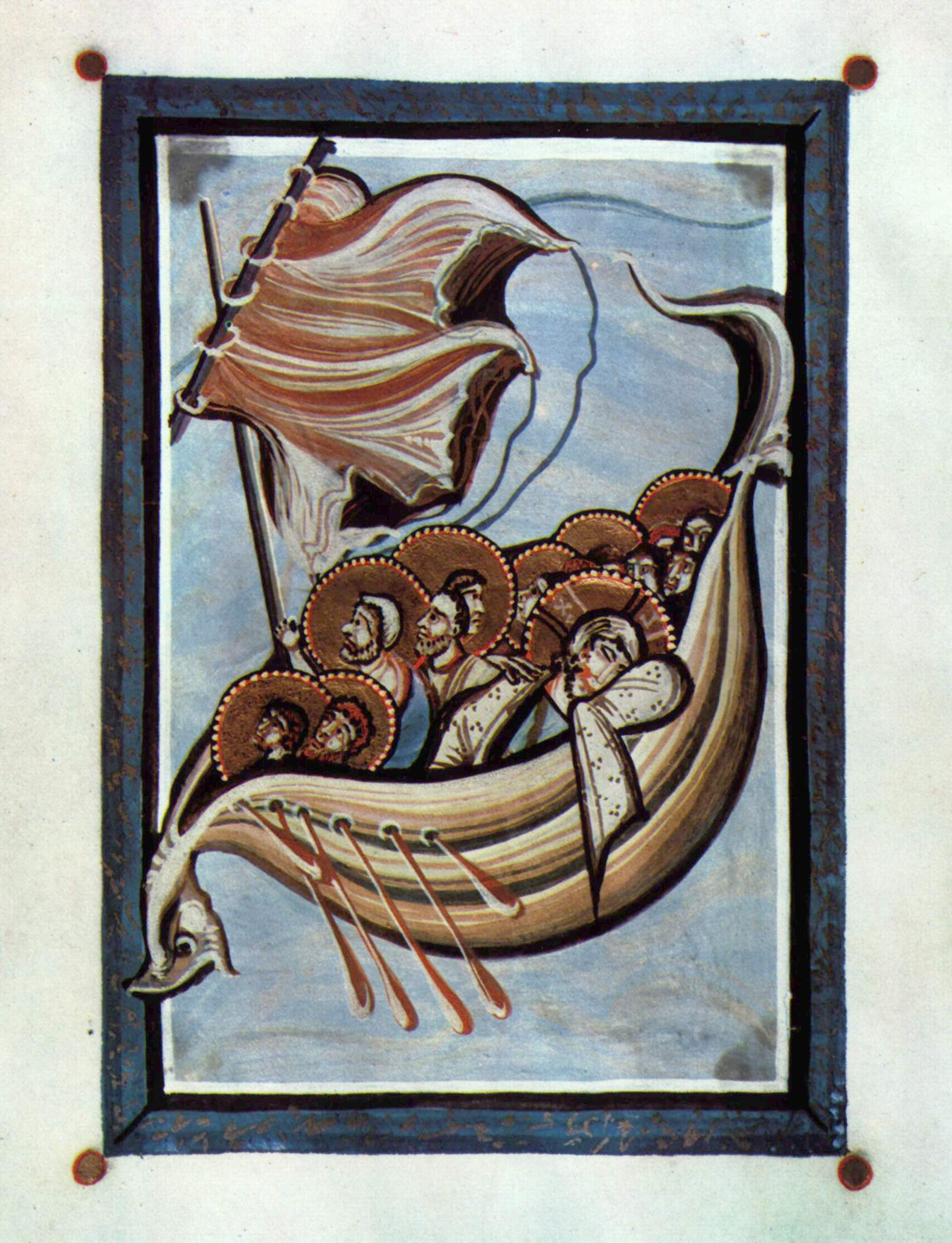
Evangelho de Hitda, c. 1020, Escola de Colónia. Darmstadt, Alemanha.

Após o declínio do Império Carolíngio, o Sacro Império Romano foi restabelecido sob a dinastia saxônica otoniana. Disso emergiu uma fé renovada na ideia de Império e uma Igreja reformada, criando um período de intenso fervor cultural e artístico. Foi nessa atmosfera que foram criadas obras-primas que fundiram as tradições nas quais os artistas otonianos se inspiraram: modelos de origem tardia, carolíngia e bizantina. A arte otoniana sobrevivente é em grande parte religiosa, na forma de manuscritos iluminados e serralharia, e foi produzido em um pequeno número de centros par
a uma faixa estreita de patronos no círculo da corte imperial, bem como figuras importantes da igreja. No entanto, muito do que foi projetado para exibição para um público mais amplo, especialmente de peregrinos.
O estilo é geralmente grandioso e pesado, às vezes em excesso, e inicialmente menos sofisticado do que os equivalentes carolíngios, com menos influência direta da arte bizantina e menos compreensão de seus modelos clássicos, mas por volta de 1000 uma intensidade e expressividade marcantes emergem em muitas obras, como "uma monumentalidade solene é combinada com uma interioridade vibrante, uma qualidade visionária e não mundana com atenção nítida à realidade, padrões de superfície de linhas fluidas e cores ricas e brilhantes com emocionalismo apaixonado".

## Galeria de Cristo acalmando a tempestade
Esta cena foi frequentemente incluída nos ciclos otonianos da Vida de Cristo. Muitos mostram Jesus (com auréola cruzada) duas vezes, uma vez dormindo e outra acalmando a tempestade.

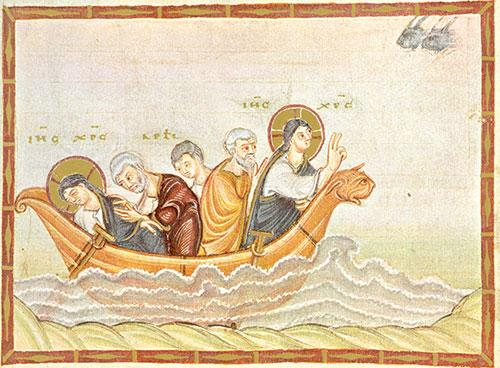
Códice Egberti, entre 977 e 993
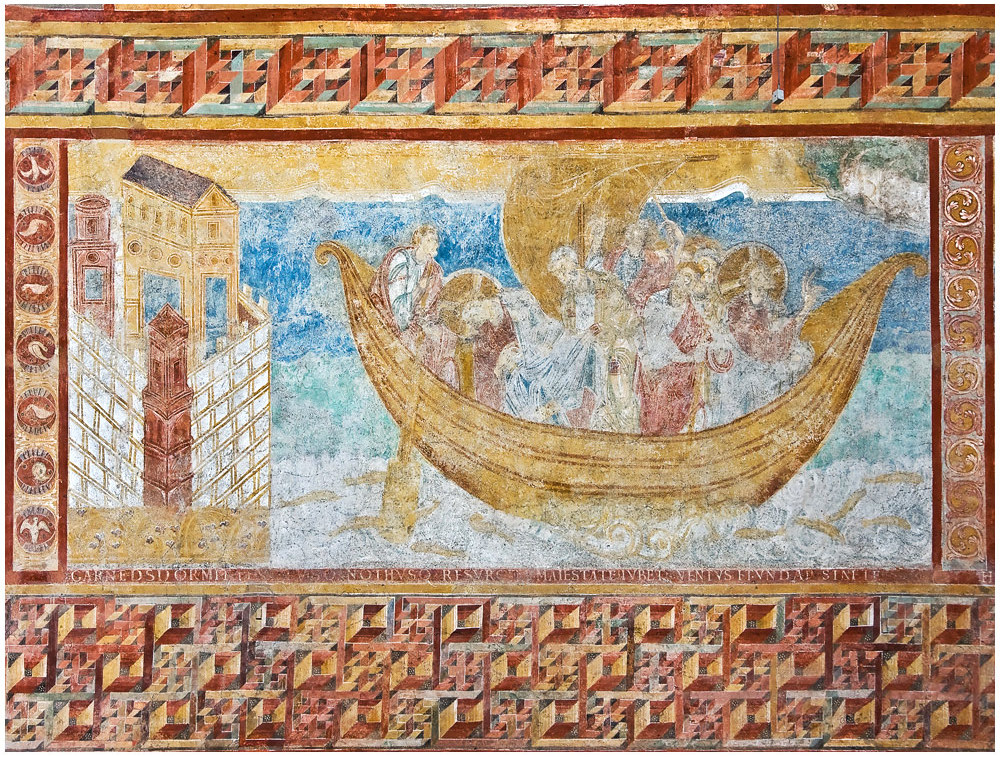
Pintura de parede em Oberzell, c. 1000
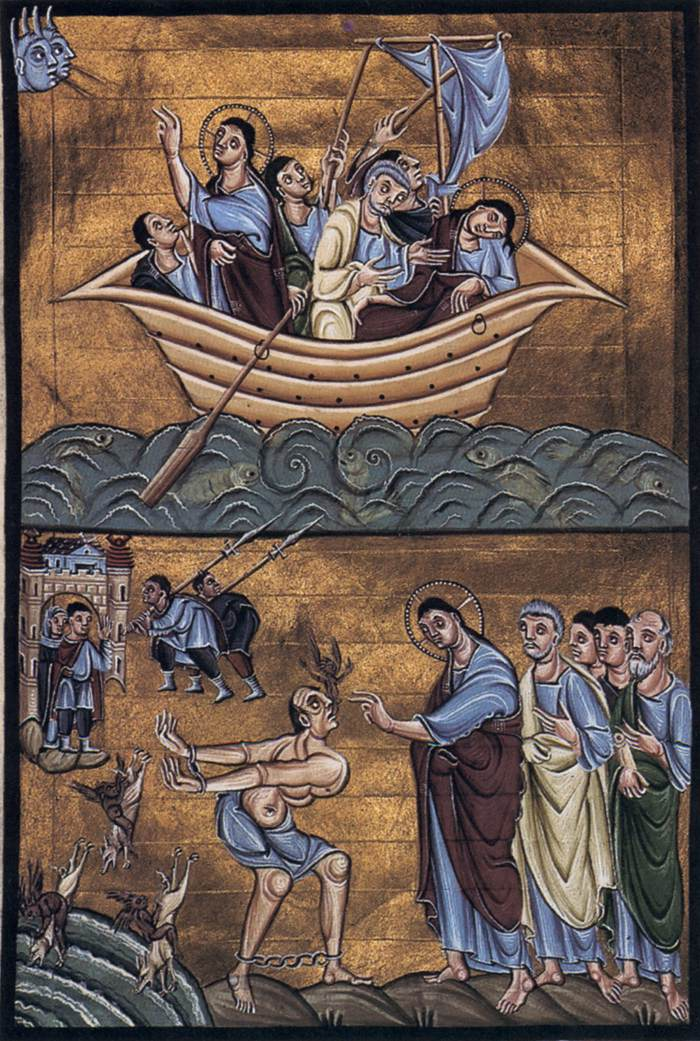
Evangelhos de Munique de Otto III; abaixo, o Exorcismo dos porcos gadarenos
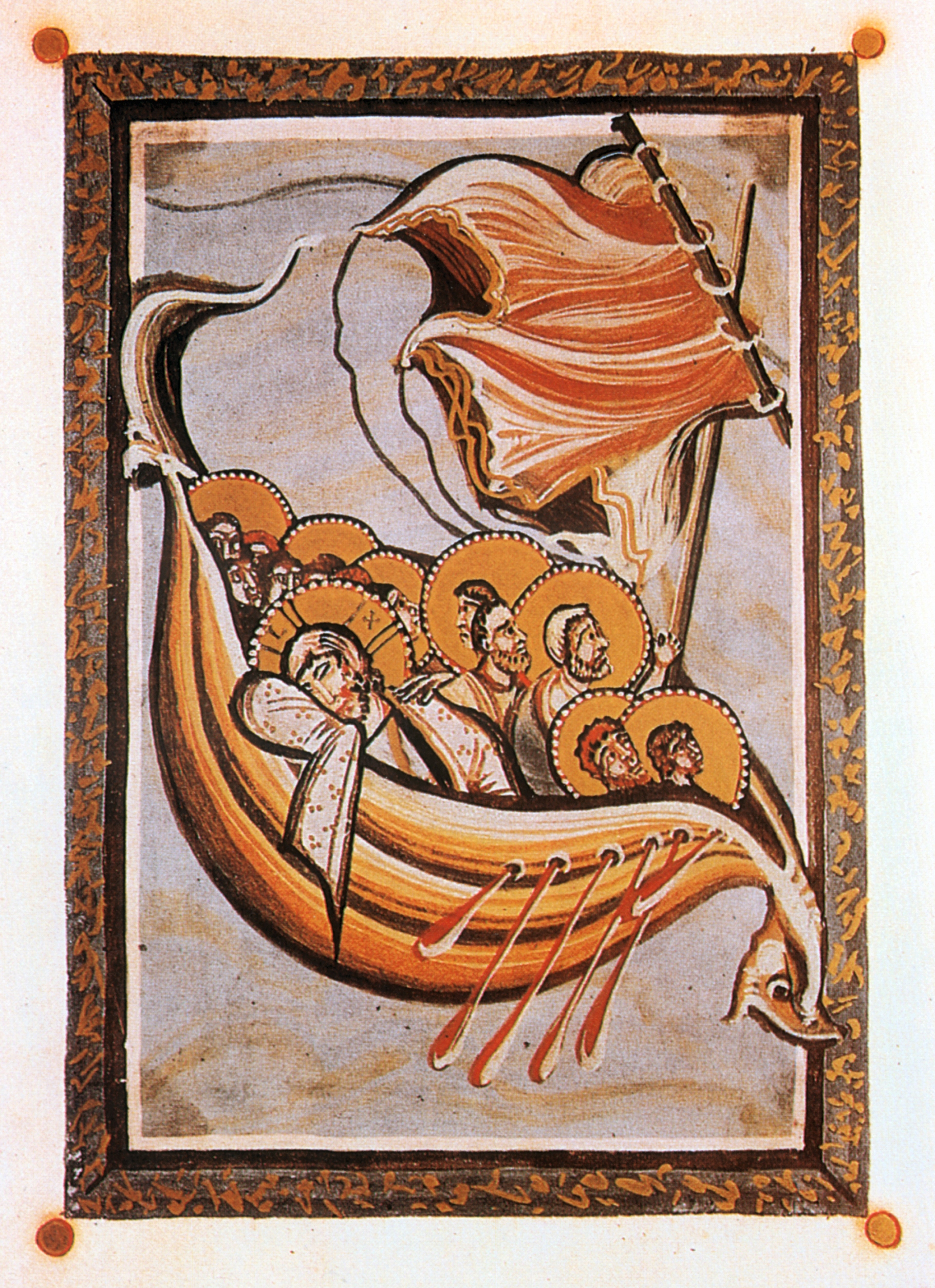
Hitda Codex, Colônia, depois de 1000

## Galeria de bronzes

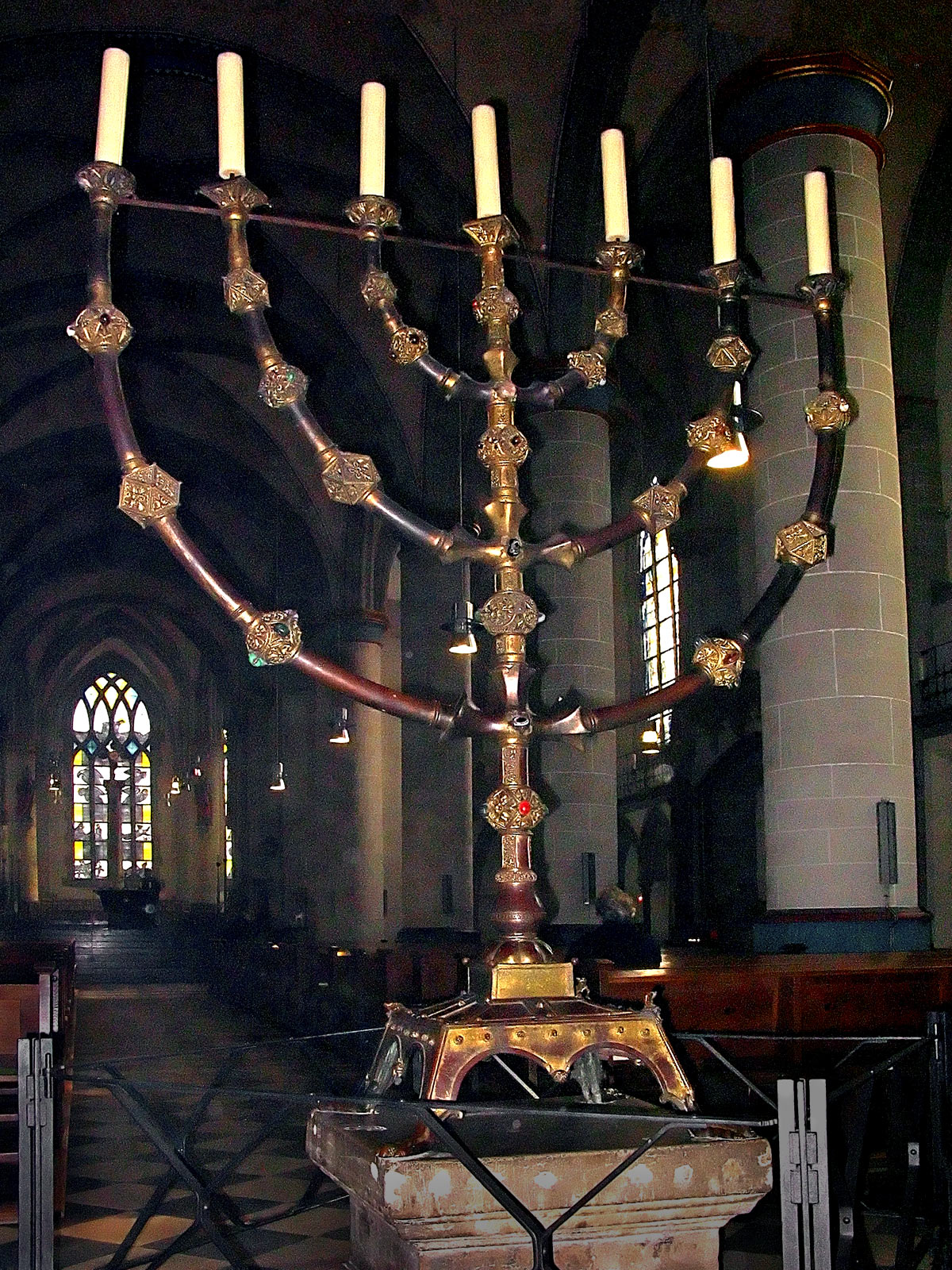
Candelabro da abadessa Mathilde na Catedral de Essen, c. 1000
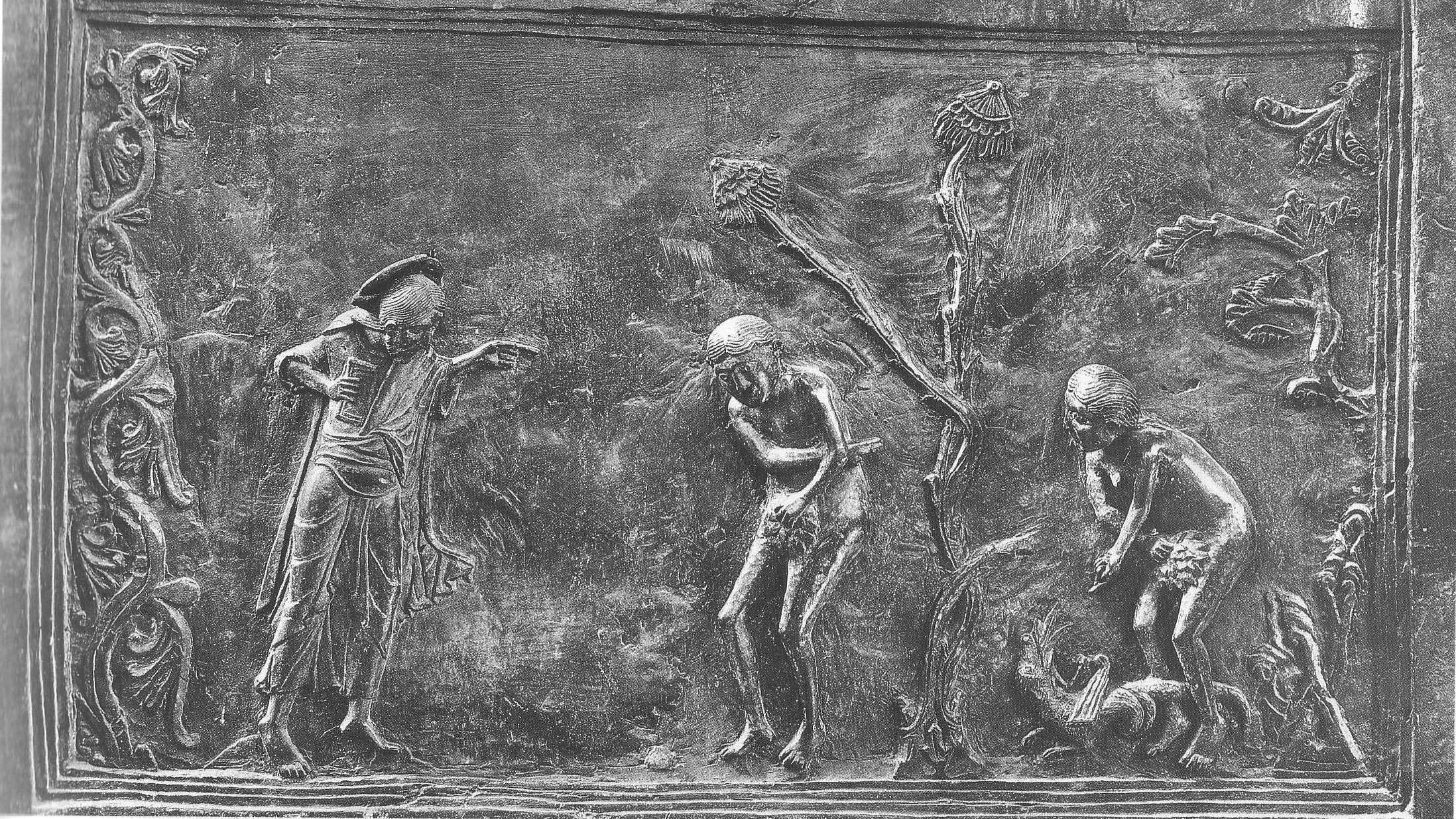
Expulsão de Adão e Eva de Bernward Doors na Catedral de Hildesheim
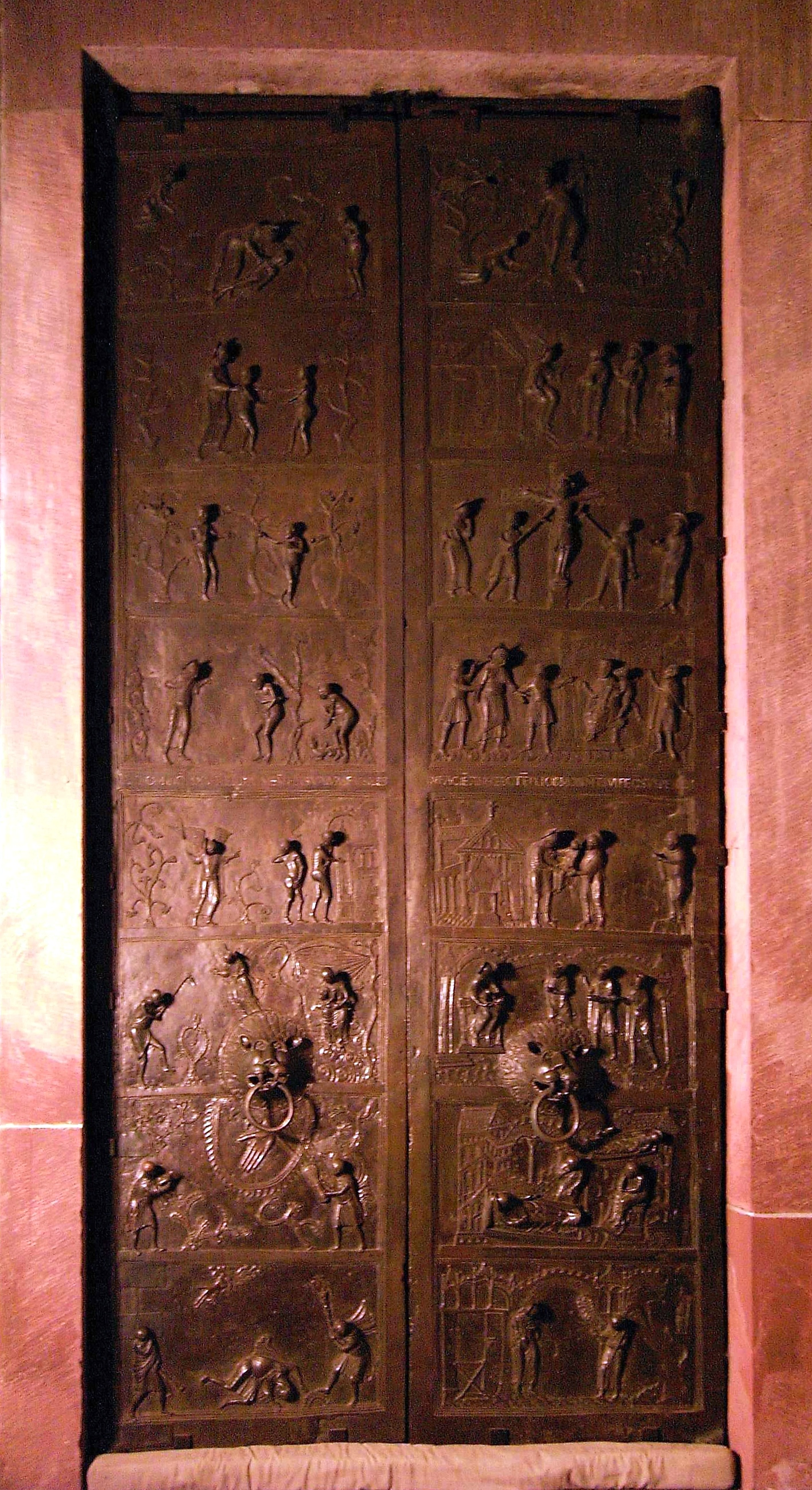
Portas de Bernward na Catedral de Hildesheim, c. 1015
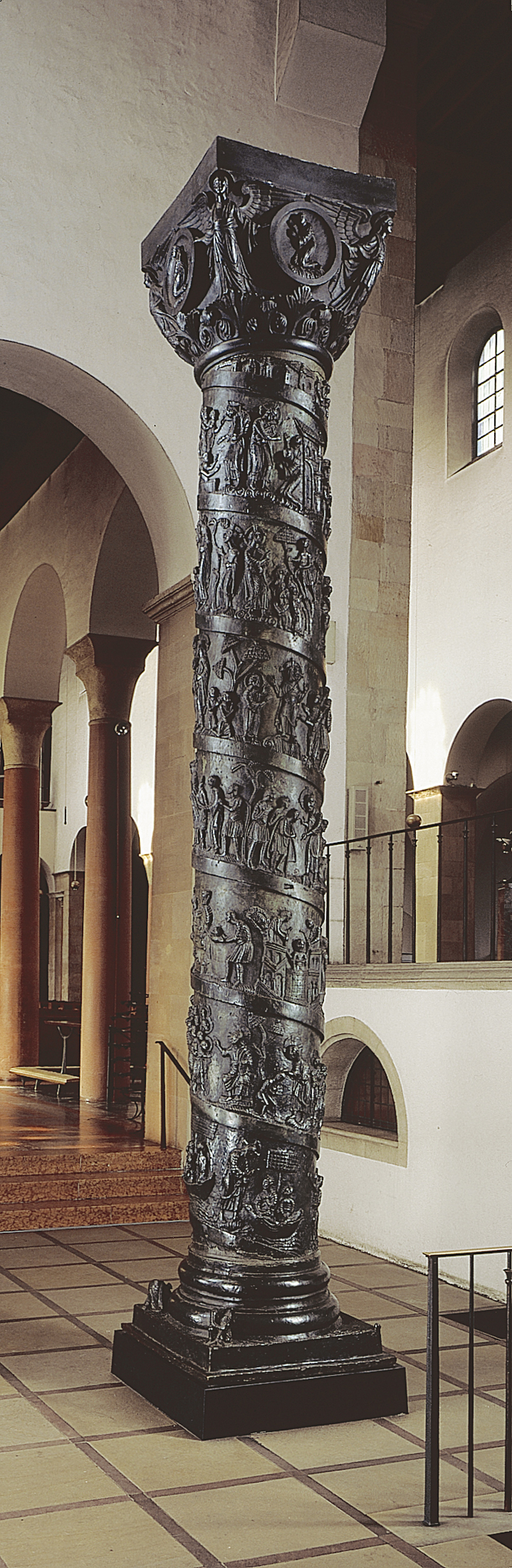
A coluna Bernward de bronze em Hildesheim

## Sobrevivência e historiografia

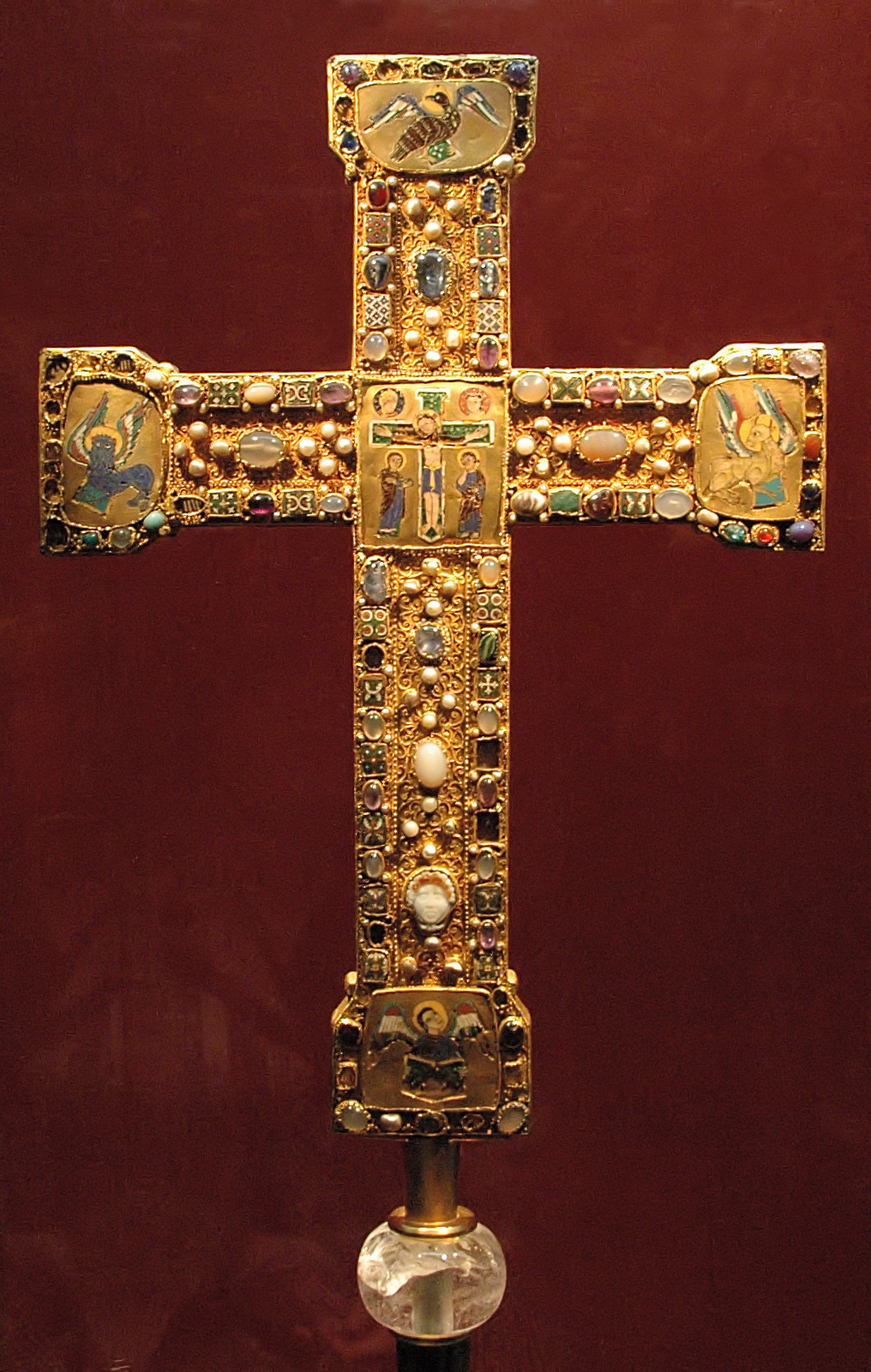
A cruz de Essen com grandes esmaltes com gemas e grandes esmaltes senkschmelz, c. 1000

As obras otonianas sobreviventes são em grande parte aquelas sob os cuidados da igreja, que foram mantidas e valorizadas por suas conexões com figuras reais ou da igreja do período. Muitas vezes, as joias em metalurgia foram furtadas ou vendidas ao longo dos séculos, e muitas peças agora não as possuem ou têm substituições modernas de pasta de vidro. Como em outros períodos, existem muito mais painéis de marfim sobreviventes (cujo material é geralmente difícil de reutilizar) para capas de livros do que capas completas de metalurgia, e alguns painéis de marfim mais grossos foram posteriormente reesculpidos na parte de trás com um novo relevo. Muitos objetos mencionados em fontes escritas desapareceram completamente, e provavelmente agora temos apenas uma pequena fração da produção original de relicários e similares. Várias peças têm adições ou alterações importantes feitas posteriormente na Idade Média ou em períodos posteriores. Os manuscritos que evitaram grandes incêndios em bibliotecas tiveram as melhores chances de sobrevivência; os perigos enfrentados pelas pinturas murais são mencionados acima. A maioria dos objetos principais permanece em coleções alemãs, muitas vezes ainda em bibliotecas e tesouros de igrejas.
O termo "arte otoniana" não foi cunhado até 1890, e a década seguinte viu os primeiros estudos sérios do período; nas décadas seguintes, o assunto foi dominado por historiadores de arte alemães, lidando principalmente com manuscritos, além dos estudos de marfim e escultura em geral de Adolph Goldschmidt. Várias exposições realizadas na Alemanha nos anos que se seguiram à Segunda Guerra Mundial ajudaram a apresentar o assunto a um público mais amplo e a promover a compreensão de outras mídias artísticas além das ilustrações manuscritas. A exposição de Munique de 1950, Ars Sacra ("arte sacra" em latim), concebeu este termo para a metalurgia religiosa e os marfins e esmaltes associados, que foi reutilizado por Peter Lasko em seu livro para a Pelican History of Art, a primeira pesquisa sobre o assunto escrita em inglês, como o termo histórico da arte usual, as "artes menores", parecia inadequada para este período, onde eram, com miniaturas manuscritas, as formas de arte mais significativas. Em 2003, um revisor observou que a ilustração de manuscritos otonianos era um campo "ainda significativamente sub-representado na pesquisa histórica da arte em língua inglesa".